# Психо (вестник)
Вижте пояснителната страница за други значения на Психо.
Психо плюс, по-известен само като Психо е български седмичен вестник, който се издава от 1990 г.
Името му произлиза от гръцката дума psyche, означаваща душа. Областта, върху която вестникът се фокусира е духовността. Вестникът е един от първите в България след 1989 година, занимаващ се с езотерика, духовни практики и техники, здравословен начин на живот. През годините вестникът запазва своята позната емблема, но променя няколко пъти цвета си. През 1990-те се редува изпълнение в жълто, в розово-червен цвят, а от няколко години е изпълнен в син цвят на логото. Изданията излизат в розово-червен цвят на графичните елементи и емблемата. Лиана Антонова е публикувала свои статии на страниците на вестника.